# Laurence Olivier
Sir Laurence Kerr Olivier, barone Olivier (IPA: /ˈlɒrəns əˈlɪvieɪ/; Dorking, 22 maggio 1907 – Steyning, 11 luglio 1989), è stato un attore, regista teatrale e produttore teatrale britannico.
Tra i maggiori attori britannici del XX secolo, detiene, con Paul Newman e Henry Fonda, il singolare primato di aver ricevuto prima l'Oscar alla carriera e poi quello come miglior attore (per la sua interpretazione nell'Amleto, da lui stesso diretto e prodotto, per il quale ha vinto l'Oscar al miglior film). Nel 1979 ricevette un secondo Oscar alla carriera.
L'American Film Institute ha inserito Olivier al quattordicesimo posto tra le più grandi star della storia del cinema.

## Biografia

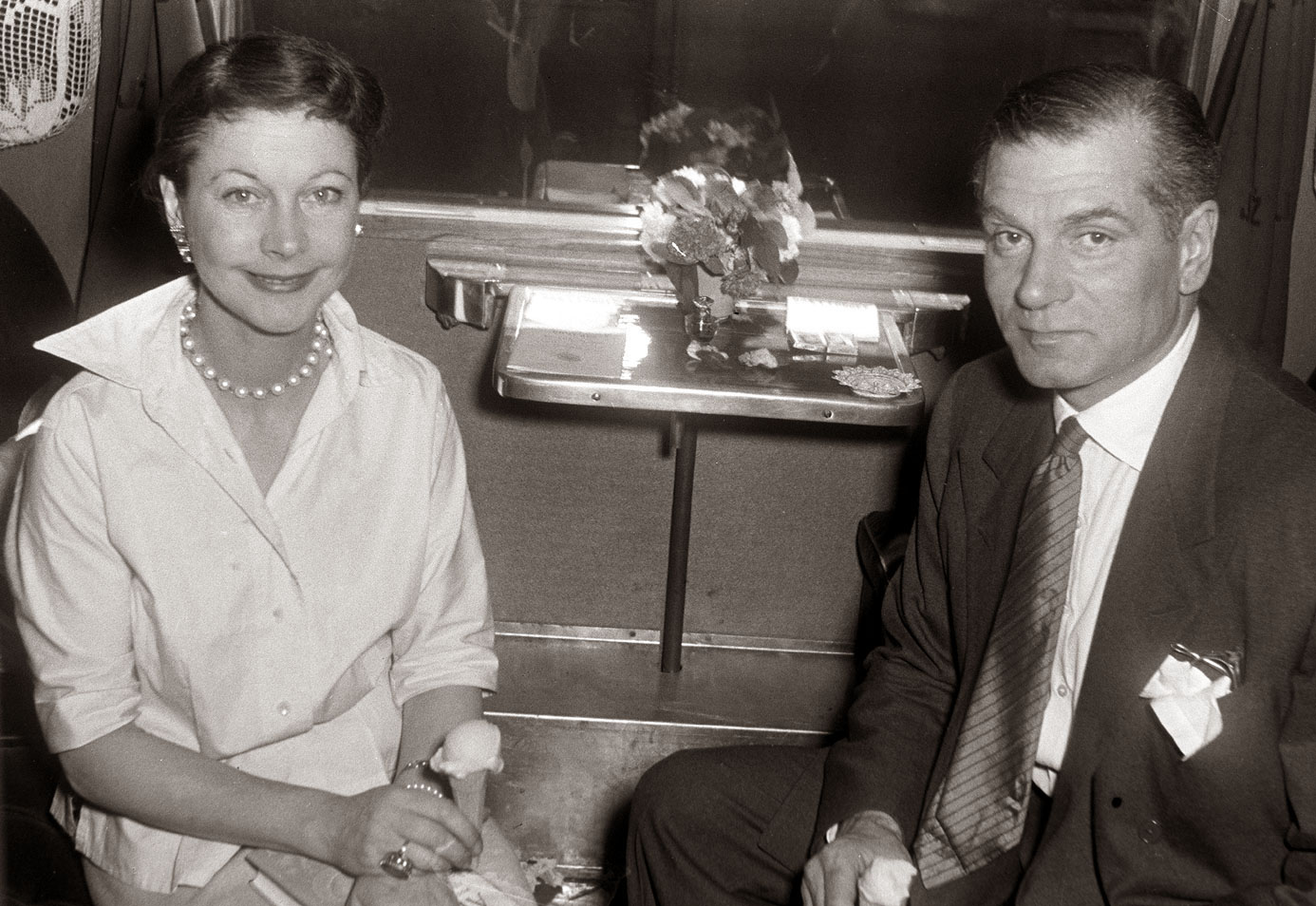
Laurence Olivier con la sua seconda moglie Vivien Leigh su un treno a Maribor nel 1957

Laurence Kerr Olivier nacque a Dorking nel Surrey; figlio di Gerard Kerr Olivier e Agnes Louise Crookenden, sua madre morì quando aveva 13 anni. Era l'ultimo di tre fratelli; i suoi fratelli erano Sybille e Gerard (quest'ultimo morto nel 1958 a 54 anni).
Frequentò la Royal Central School of Speech and Drama (Scuola centrale di recitazione e drammaturgia). Come lo stesso Olivier narra nella sua autobiografia, fu suo padre Gerard, un prelato, a decidere che Kim (il soprannome con cui Laurence veniva chiamato in famiglia) sarebbe diventato un attore. La sua prima interpretazione teatrale di una certa importanza fu in Private Lives (La dolce intimità) di Noël Coward (1930), a cui seguì Romeo e Giulietta di Shakespeare (1935), alternandosi nei ruoli di Romeo e Mercuzio con John Gielgud.
La sua prima interpretazione in un film di successo fu con il personaggio di Heathcliff in La voce nella tempesta (1939), una trasposizione del romanzo Cime tempestose di Emily Brontë.
Olivier fu il primo direttore artistico del Royal National Theatre in Gran Bretagna e per questo ricevette il titolo di baronetto.
Il 25 luglio 1930 si sposò con Jill Esmond, definita dal biografo di Olivier Donald Spoto come una "lesbica diffidente". Dal matrimonio nacque un figlio, Tarquin (1936), ma divorziarono il 29 gennaio 1940. Dal 1938 ebbe un'appassionata relazione con Vivien Leigh che all'epoca era già sposata. Quando entrambi ebbero ottenuto il divorzio dai rispettivi coniugi, si sposarono il 31 agosto 1940 nel ranch di San Ysidro a Santa Barbara in California; al matrimonio partecipò anche Katharine Hepburn come testimone di nozze. I due divorziarono il 2 dicembre 1960. Olivier infine sposò Joan Plowright il 17 marzo 1961, e da lei ebbe tre figli: Richard (1961), Tamsin (1963) e Julie Kate (1966).
La prima moglie accusò la Leigh di essere corresponsabile di adulterio nel suo divorzio. La Leigh, d'altra parte, accusò la Plowright di essere corresponsabile di adulterio nel suo divorzio. La Plowright dichiarò: "Ho sempre sentito dire che io sarei la rovina famiglie che ha causato il divorzio di Laurence da Vivien Leigh. Danny Kaye era in relazione con Laurence ben prima di me", riferendosi a quanto riportato dal biografo Donald Spoto a proposito del fatto che Kaye e Olivier fossero amanti. Lo stesso biografo asserisce anche che ci fu una relazione fra Olivier e lo scrittore Noël Coward.
Nel suo libro Melting the Stone: A Journey Around My Father, Richard Olivier, nato dal matrimonio fra Olivier e la Plowright, descrive il padre come interessato più al suo lavoro che al suo bambino, e che la mancanza di lavoro lo portava alla depressione. È inoltre padrino dell'attrice Victoria Tennant.
Olivier ottenne dieci candidature agli Oscar (divide questo record con Spencer Tracy). Vinse il premio come miglior attore con Amleto (1948) e due Oscar alla carriera nel 1947 per Enrico V e nel 1978. Vinse un BAFTA nel 1955 per la sua interpretazione nel Riccardo III. Fu nominato Knight Bachelor (Cavaliere) nel 1947 e pari del Regno nel 1970 (è stato il primo attore a ricevere questo riconoscimento) come Barone Olivier di Brighton nella contea del Sussex e fu insignito dell'Order of Merit nel 1981.
Nel 1957 diresse e interpretò Il principe e la ballerina, tratto da un'opera teatrale di Terence Rattigan, con Marilyn Monroe, che egli aveva fortemente voluto per la parte principale. Nella sua biografia, e anche in quella di Arthur Miller, il drammaturgo all'epoca marito della bionda star, sono rievocati i grossi problemi nella realizzazione del film a causa della dipendenza della Monroe da alcol e psicofarmaci. In quel periodo terminò il matrimonio con Vivien Leigh e i due divorziarono nel 1960.
Dopo l'apertura del National Theatre, Olivier temette di non avere abbastanza soldi per la propria famiglia dopo la sua morte. Fu così che fra il 1973 e il 1986, quando la sua salute peggiorò, egli partecipò a molti film e speciali televisivi, tra cui Amore tra le rovine (1975) di George Cukor, Re Lear (1983) di Michael Elliott e Un omicidio programmato (1984) di Alvin Rakoff, esclusivamente per denaro, con la sola condizione che non dovesse partecipare alla promozione pubblicitaria di queste opere.
Morì a Steyning nel West Sussex in Inghilterra a causa di complicazioni di malattie neuromuscolari e cancro all'età di ottantadue anni.
Lord Olivier è sepolto nell'angolo dei poeti all'interno dell'Abbazia di Westminster a Londra. La Society of London Theatre (Società dei teatri Londinesi) fu rinominata Laurence Olivier Award (Premio Laurence Olivier) in suo onore nel 1984.
Quindici anni dopo la sua morte, Olivier apparve in un nuovo film. Per mezzo delle tecnologie digitali di grafica computerizzata alcuni filmati realizzati quando era giovane vennero integrati nel film di fantascienza Sky Captain and the World of Tomorrow (2004).
Recenti studi e biografie, come quella di Michael Munn (autore anche delle biografie di James Stewart, Gregory Peck, John Wayne e Frank Sinatra), sostengono che durante il secondo conflitto mondiale Olivier sia stato assoldato come spia per conto dei servizi segreti britannici al fine di sensibilizzare l'ambiente cinematografico statunitense sulla necessità di intervenire contro la Germania nazista.

## Filmografia

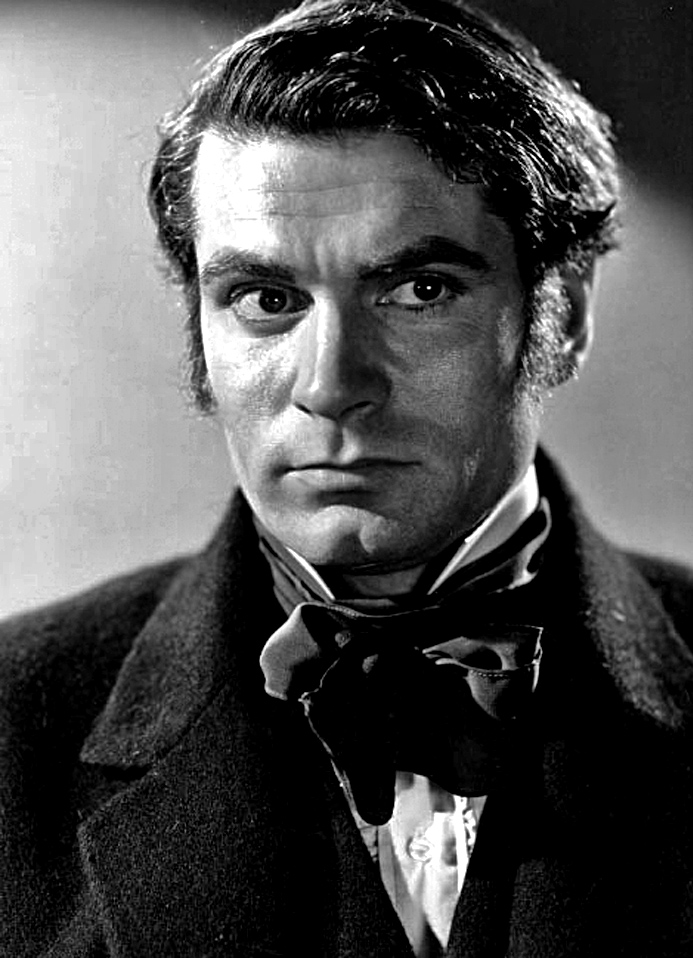
Laurence Olivier in La voce nella tempesta (1939)

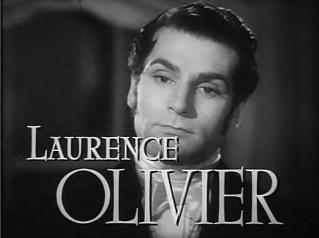
Laurence Olivier in Orgoglio e pregiudizio (1940)

### Cinema
- The Temporary Widow, regia di Gustav Ucicky (1930)
- La sfinge dell'amore (Friends and Lovers), regia di Victor Schertzinger (1931)
- Il passaporto giallo (The Yellow Ticket), regia di Raoul Walsh (1931)
- Potiphar's Wife, regia di Maurice Elvey (1931)
- Westward Passage, regia di Robert Milton (1932)
- Perfect Understanding, regia di Cyril Gardner (1933)
- No Funny Business, regia di Victor Hanbury e John Stafford (1933)
- Moscow Nights, regia di Anthony Asquith (1935)
- La conquista dell'aria (Conquest of the Air), regia di Alexander Esway, Zoltán Korda, John Monk Saunders, Alexander Shaw e Donald Taylor (1936)
- Come vi piace (As You Like It), regia di Paul Czinner (1936)
- Elisabetta d'Inghilterra (Fire Over England), regia di William K. Howard (1937)
- L'avventura di Lady X (The Divorce of Lady X), regia di Tim Whelan (1938)
- Ali che non tornano (Q Planes), regia di Tim Whelan e Arthur B. Woods (1939)
- La voce nella tempesta (Wuthering Heights), regia di William Wyler (1939)
- Rebecca - La prima moglie (Rebecca), regia di Alfred Hitchcock (1940)
- Fatalità (21 Days; conosciuto anche come Tre settimane di paura), regia di Basil Dean (1940)
- Orgoglio e pregiudizio (Pride and Prejudice), regia di Robert Z. Leonard (1940)
- Lady Hamilton (That Hamilton Woman) regia di Alexander Korda (1941)
- Gli invasori - 49º parallelo (49th Parallel), regia di Michael Powell (1941)
- Nuovo orizzonte (The Demi-Paradise), regia di Anthony Asquith (1943)
- Enrico V (Henry V), regia di Laurence Olivier (1944)
- Amleto (Hamlet), regia di Laurence Olivier (1948)
- Stupenda conquista (The Magic Box), regia di John Boulting (1951)
- Gli occhi che non sorrisero (Carrie), regia di William Wyler (1952)
- Il masnadiero (The Beggar's Opera), regia di Peter Brook (1953)
- Riccardo III (Richard III), regia di Laurence Olivier (1955)
- Il principe e la ballerina (The Prince and the Showgirl), regia di Laurence Olivier (1957)
- Il discepolo del diavolo (The Devil's Disciple), regia di Guy Hamilton (1959)
- Gli sfasati (The Entertainer), regia di Tony Richardson (1960)
- Spartacus, regia di Stanley Kubrick (1960)
- L'anno crudele (Term of Trial), regia di Peter Glenville (1962)
- Uncle Vanya, regia di Stuart Burge (1963)
- Bunny Lake è scomparsa (Bunny Lake Is Missing), regia di Otto Preminger (1965)
- Otello (Othello), regia di Stuart Burge (1965)
- Khartoum, regia di Basil Dearden, Eliot Elisofon (1966)
- L'uomo venuto dal Kremlino (The Shoes of the Fisherman), regia di Michael Anderson (1968)
- Oh, che bella guerra! (Oh! What a Lovely War), regia di Richard Attenborough (1968)
- The Dance of Death, regia di David Giles (1969)
- I lunghi giorni delle aquile (Battle of Britain), regia di Guy Hamilton (1969)
- Tre sorelle (Three Sisters), regia di Laurence Olivier, John Sichel (1970)
- Nicola e Alessandra (Nicholas and Alexandra), regia di Franklin J. Schaffner (1971)
- Peccato d'amore (Lady Caroline Lamb), regia di Robert Bolt (1972)
- Gli insospettabili (Sleuth), regia di Joseph L. Mankiewicz (1972)
- I dokimi, regia di Jules Dassin (1974)
- Il maratoneta (Marathon Man), regia di John Schlesinger (1976)
- Sherlock Holmes: soluzione settepercento (The Seven-Per-Cent Solution), regia di Herbert Ross (1976)
- Quell'ultimo ponte (A Bridge Too Far), regia di Richard Attenborough (1977)
- Betsy (The Betsy), regia di Daniel Petrie (1978)
- I ragazzi venuti dal Brasile (The Boys from Brazil), regia di Franklin J. Schaffner (1978)
- Una piccola storia d'amore (A Little Romance), regia di George Roy Hill (1979)
- Dracula, regia di John Badham (1979)
- La febbre del successo - Jazz Singer (The Jazz Singer), regia di Richard Fleischer (1980)
- Inchon, regia di Terence Young (1981)
- Scontro di titani (Clash of the Titans), regia di Desmond Davis (1981)
- Triplo gioco (The Jigsaw Man), regia di Terence Young (1983)
- Il Bounty (The Bounty), regia di Roger Donaldson (1984)
- I 4 dell'Oca selvaggia II (Wild Geese II), regia di Peter R. Hunt (1985)
- War Requiem, regia di Derek Jarman (1989)

### Televisione
- ITV Play of the Week – serie TV, 1 episodio (1958)
- The Moon and Sixpence – film TV (1959)
- The Power and the Glory – film TV (1961)
- Male of the Species – film TV (1969)
- David Copperfield, regia di Delbert Mann – film TV (1970)
- ITV Saturday Night Theatre – serie TV, 1 episodio (1973)
- Il mercante di Venezia (The Merchant of Venice), regia di John Sichel – film TV (1973)
- The World At War – miniserie TV (1973)
- Amore tra le rovine (Love Among the Ruins), regia di George Cukor – film TV (1975)
- The Collection di Harold Pinter – film TV (1976)
- Great Performances – serie TV, 1 episodio (1976)
- La gatta sul tetto che scotta (Cat on a Hot Tin Roof), regia di Robert Moore – film TV (1976)
- Gesù di Nazareth – sceneggiato TV (1977)
- Come Back, Little Sheba – film TV (1977)
- Daphne Laureola, regia di Waris Hussein – film TV (1978)
- Ritorno a Brideshead (Brideshead Revisited) – miniserie TV (1981)
- Re Lear (King Lear), regia di Michael Elliott – film TV (1983)
- Mr. Halpern and Mr. Johnson – film TV (1983)
- Wagner – miniserie TV (1983)
- Un omicidio programmato (A Talent for Murder), regia di Alvin Rakoff – film TV (1984)
- A Voyage Round My Father – film TV (1984)
- Gli ultimi giorni di Pompei (The Last Days of Pompeii) – miniserie TV (1984)
- La torre d'ebano – film TV (1984)
- Pietro il Grande (Peter the Great) – miniserie TV (1986)
- Lost Empires – miniserie TV (1986)

Laurence Olivier prese parte nel 1974, con Oreste Lionello, anche a una serie di sketch della rubrica pubblicitaria televisiva italiana Carosello, pubblicizzando la macchina fotografica SX70 della Polaroid. Per questa partecipazione Laurence Olivier percepì un cachet di 100 000 dollari, che devolvette interamente in beneficenza a favore dei bambini colpiti da poliomielite.

### Cortometraggi
- Too Many Crooks, regia di George King (1930)

### Videoclip musicali
- Paul Hardcastle - Just for Money (1985)

## Teatro

### Attore
West End di Londra
- Le allegre comari di Windsor (The Merry Wives of Windsor) (1924)
- Enrico IV, parte II (Henry IV Part 2) (1925)
- Enrico VIII (Henry VIII) (1925)
- Edipo re (Oedipus Tyrannus) (1926)
- The Cenci (1926)
- The Marvellous History of Saint Bernard (1926)
- Il mercante di Venezia (The Merchant of Venice) (1926)
- The Song (1926)
- The Adding Machine (1928)
- Macbeth (1928)
- Back to Methuselah (1928)
- Harold (1928)
- La bisbetica domata (The Taming of the Shrew) (1928)
- Bird in Hand (1928)
- Paul Among The Jews (1928)
- The Dark Path (1928)
- Journey's End (1928)
- Beau Geste (1929)
- Prize Giving at Woodside House School (1929)
- The Circle of Chalk (1929)
- Paris Bound (1929)
- The Stranger Within (1929)
- The Last Enemy (1929)
- 100 Not Out (1930)
- After All (1930)
- Private Lives (1930)
- Some Other Private Lives (1930)
- The Rats of Norway (1931)
- Biography (1934)
- Queen of Scots (1934)
- Theatre Roya (1934)
- Journey's End (1934)
- A Kiss for Cinderella (1934)
- November Afternoon (1934)
- The Winning Post (1934)
- Ringmaster (1935)
- November Afternoon (1935)
- Notices (1935)
- The Down and Outs Matinee (1935)
- Golden Arrow (1935)
- Romeo e Giulietta (Romeo and Juliet) (1935)
- Bees on the Boatdeck (1936)
- Amleto (Hamlet) (1937)
- La dodicesima notte (Twelfth Night) (1937)
- Enrico V (Henry V) (1937)
- Macbeth (1937)
- Otello (Othello) (1938)
- The King of Nowhere (1938)
- Coriolano (Coriolanus) (1938)
- Here's To Our Enterprise (1938)
- Enrico V (Henry V) (1942)
- Elsie Fogerty Jubilee Matine (1942)
- Peer Gynt (1944)
- Arms and the Man (1944)
- Riccardo III (Richard III) (1944)
- Zio Vania (Uncle Vanya) (1945)
- Enrico IV, parte I (Henry IV Part 1) (1945)
- Enrico IV, parte II (Henry IV Part 2) (1945)
- Oedipus & The Critic (1945)
- Re Lear (King Lear) (1946)
- The School for Scandal (1949)
- Riccardo III (Richard III) (1949)
- Antigone (1949)
- Venus Observed (1950)
- Cesare e Cleopatra (Caesar and Cleopatra) (1951)
- Antonio e Cleopatra (Antony and Cleopatra) (1951)
- The Sid Field Tribute (1951)
- The Sleeping Prince (1953)
- The Entertainer (1957)
- Tito Andronico (Titus Andronicus) (1957)
- Il rinoceronte (Rhinoceros) (1960)
- Semi-Detached (1962)
- Zio Vania (Uncle Vanya) (1963)
- The Recruiting Officer (1963)
- Otello (Othello) (1964)
- The Master Builder (1964)
- Love for Love (1965)
- Khartoum (1965)
- The Dance of Death (1967)
- A Flea in her Ear (1967)
- Home and Beauty (1969)
- Il mercante di Venezia (The Merchant of Venice) (1970)
- Long Day's Journey Into Night (1971)
- Saturday, Sunday, Monday (1973)
- The Party (1973)
- Tribute to the Lady (1974)
- Time (as hologram) (1986)

Broadway
- Murder on the Second Floor (1929)
- Private Lives (1931)
- The Green Bay Tree (1933)
- No Time for Comedy (1939)
- Romeo e Giulietta (Romeo and Juliet) (1940) (anche produttore, compositore delle musiche, regista e disegnatore delle scene)
- Enrico IV, parte 1 (King Henry IV, Part I) (1946)
- Enrico IV, parte 2 (King Henry IV, Part II) (1946)
- Zio Vania (Uncle Vanya) (1946)
- Edipo re (Oedipus Rex) (1946)
- The Critic (1946)
- Antonio e Cleopatra (Antony and Cleopatra) (1952) (anche produttore)
- The Entertainer (1958)
- Becket (1960-1961)

### Produzione a Broadway
- Romeo e Giulietta (Romeo and Juliet) (1940) (anche attore, compositore, regista e disegnatore delle scene)
- Daphne Laureola (1950) (produttore)
- Antonio e Cleopatra (Antony and Cleopatra) (1952) (anche attore)
- Rosencrantz e Guildenstern sono morti (Rosencrantz and Guildenstern Are Dead) (1967-1968) (anche regista)
- Venus Observed (1952) (anche regista)

### Regia a Broadway
- Romeo e Giulietta (Romeo and Juliet) (1940) (anche attore, compositore, produttore e disegnatore delle scene)
- Venus Observed (1952) (anche produttore)
- The Tumbler (1960)
- Rosencrantz e Guildenstern sono morti (Rosencrantz and Guildenstern Are Dead) (1967-1968) (anche produttore)
- Filumena (1980)

## Riconoscimenti
- Premio Oscar
  - 1940 – Candidatura al miglior attore per La voce nella tempesta
  - 1941 – Candidatura al miglior attore per Rebecca - La prima moglie
  - 1947 – Candidatura al miglior film per Enrico V
  - 1947 – Candidatura al miglior attore per Enrico V
  - 1947 – Oscar onorario
  - 1949 – Miglior film per Amleto
  - 1949 – Candidatura al miglior regista per Amleto
  - 1949 – Miglior attore per Amleto
  - 1957 – Candidatura al miglior attore per Riccardo III
  - 1961 – Candidatura al miglior attore per Gli sfasati
  - 1966 – Candidatura al miglior attore per Otello
  - 1973 – Candidatura al miglior attore per Gli insospettabili
  - 1977 – Candidatura al miglior attore non protagonista per Il maratoneta
  - 1979 – Candidatura al miglior attore per I ragazzi venuti dal Brasile
  - 1979 – Oscar onorario
- Golden Globe
  - 1949 – Miglior attore in un film drammatico per Amleto
  - 1961 – Candidatura al miglior attore in un film drammatico per Spartacus
  - 1973 – Candidatura al miglior attore in un film drammatico per Gli insospettabili
  - 1977 – Miglior attore non protagonista per Il maratoneta
  - 1980 – Candidatura al miglior attore non protagonista per Una piccola storia d'amore
  - 1983 – Golden Globe alla carriera (Premio Cecil B. DeMille)
- BAFTA
  - 1949 – Miglior film per Amleto
  - 1953 – Candidatura al miglior attore britannico per Gli occhi che non sorrisero
  - 1956 – Miglior attore internazionale per Riccardo III
  - 1958 – Candidatura al miglior attore britannico per Il principe e la ballerina
  - 1960 – Candidatura al miglior attore britannico per Il discepolo del diavolo
  - 1961 – Candidatura al miglior attore britannico per Gli sfasati
  - 1964 – Candidatura al miglior attore britannico per L'anno crudele
  - 1970 – Miglior attore non protagonista per Oh, che bella guerra!
  - 1974 – Candidatura miglior attore per Gli insospettabili
  - 1974 – Candidatura al miglior attore televisivo per Long Day's Journey into Night
  - 1978 – Premio alla carriera
  - 1983 – Candidatura al miglior attore televisivo per A Voyage Round my Father
- Primetime Emmy Awards
  - 1960 – Migliore attore protagonista in una miniserie o film - The Moon and Sixpence
  - 1973 – Migliore attore protagonista in una miniserie o film - Long Day's Journey into Night
  - 1975 – Migliore attore protagonista in un film drammatico o commedia - Amore tra le rovine (Love Among the Ruins)
  - 1984 – Migliore attore protagonista in una miniserie o film - Re Lear (King Lear)
- Tony Awards 
  - 1958 – Candidatura al miglior attore in un'opera teatrale per The Entertainer

## Doppiatori italiani
Nelle versioni in italiano dei suoi film, Laurence Olivier è stato doppiato da:
- Sergio Graziani in L'avventura di Lady X (ridoppiaggio), Orgoglio e pregiudizio (ridoppiaggio), Lady Hamilton (ridoppiaggio), Gli insospettabili, Quell'ultimo ponte, Una piccola storia d'amore, Il Bounty
- Gino Cervi in Enrico V, Amleto, Gli occhi che non sorrisero, Riccardo III
- Emilio Cigoli in Orgoglio e pregiudizio, Spartacus, Otello
- Glauco Mauri ne Il maratoneta, Sherlock Holmes - Soluzione settepercento, I ragazzi venuti dal Brasile
- Mario Pisu in Il principe e la ballerina, L'anno crudele
- Giuseppe Rinaldi in Bunny Lake è scomparsa, I lunghi giorni delle aquile
- Roberto Villa in Nicola e Alessandra, Peccato d'amore
- Alberto Lionello in Il mercante di Venezia, Amore tra le rovine
- Gualtiero De Angelis in La voce nella tempesta
- Augusto Marcacci in Rebecca - La prima moglie
- Giulio Panicali in Il masnadiero
- Massimo Foschi in Khartoum
- Mario Feliciani in L'uomo venuto dal Kremlino
- Vittorio Di Prima in La gatta sul tetto che scotta
- Nando Gazzolo in Gesù di Nazareth
- Sergio Fiorentini in Dracula
- Sergio Rossi in Scontro di titani
- Renato Cominetti in Ritorno a Brideshead
- Enrico Maria Salerno in Re Lear
- Luca Ernesto Mellina in Un omicidio programmato
- Carlo Alighiero in Gli ultimi giorni di Pompei
- Pino Locchi in Terrore in sala
- Angelo Maggi in Come vi piace[3] (doppiaggio tardivo)
- Cesare Barbetti in La voce nella tempesta (ridoppiaggio)
- Franco Zucca in Gli invasori (ridoppiaggio)
- Emilio Cappuccio in Spartacus (scena aggiunta)

Da doppiatore è sostituito da:
- Vittorio Gassman in Romeo e Giulietta

## Onorificenze

### Onorificenze straniere
- Premio Internazionale Antonio Feltrinelli conferito nel 1988 dall'Accademia dei Lincei (Italia).[4]